# Kurt Tank
Pour les articles homonymes, voir Tank.
 (mars 2017).
Si vous disposez d'ouvrages ou d'articles de référence ou si vous connaissez des sites web de qualité traitant du thème abordé ici, merci de compléter l'article en donnant les références utiles à sa vérifiabilité et en les liant à la section « Notes et références ».
Kurt Waldemar Tank (24 février 1898 - 5 juin 1983) est un concepteur d'avions et pilote d'essai allemand, connu pour les avions allemands Fw 190 et le Ta 152. 

## Jeune ingénieur
Il travaille d'abord chez Albatros Flugzeugwerke jusqu'en 1929, date à laquelle l'entreprise touchée par la crise se met en liquidation. Avec la plupart des ingénieurs, il part chez Focke-Wulf ; d'autres rejoindront le constructeur Arado en 1931.
Dès 1932, il propose le Fw 44, un petit biplan d'entrainement qui rencontre un succès immense au point d'être l'un des appareils les plus produits par la firme. Ses utilisateurs, tant militaires que civils, l'utiliseront pour la formation du personnel volant et également à des fins acrobatiques.

## Seconde Guerre mondiale
Alors que la seconde Guerre mondiale se profile, il présente en 1939 le chasseur Fw 190 Würger, tout en métal, dont le prototype se dote d'un capot enveloppant particulièrement original qui optimise l'écoulement de l'air, réduisant de manière importante la traînée. Cependant, le moteur utilisé voit sa production stoppée, nécessitant le montage d'un moteur plus volumineux et contraignant Tank à revenir à une formule plus classique de capotage.
En juillet 1940, il visite les usines de Marcel Bloch à Bordeaux, où se trouve la société Bordeaux-Aéronautique, en compagnie du général Ernst Udet. Il salue la qualité des avions français.
Dès les premières missions opérationnelles du Fw 190, fin 1941, l'appareil prouve son exceptionnelle qualité en surpassant l'ensemble des chasseurs alliés de l'époque. Dès lors, Tank passe une grande partie de la guerre à améliorer cet avion dans une course effrénée contre les ingénieurs alliés afin de maintenir son niveau technologique face aux avions de l'autre camp. Ainsi, Tank crée de multiples variantes du Fw 190 pour en faire, outre son rôle initial de chasseur diurne, un chasseur nocturne et un chasseur-bombardier.
En remerciement des services rendus à l'économie de guerre du Reich, le ministère de l'Air décrète que les appareils de sa création produits par Focke-Wulf porteront désormais les initiales de Kurt Tank, soit la désignation « Ta ». De même, en janvier 1943, il sera nommé professeur honoraire à l'école technique de la ville de Brunswick.

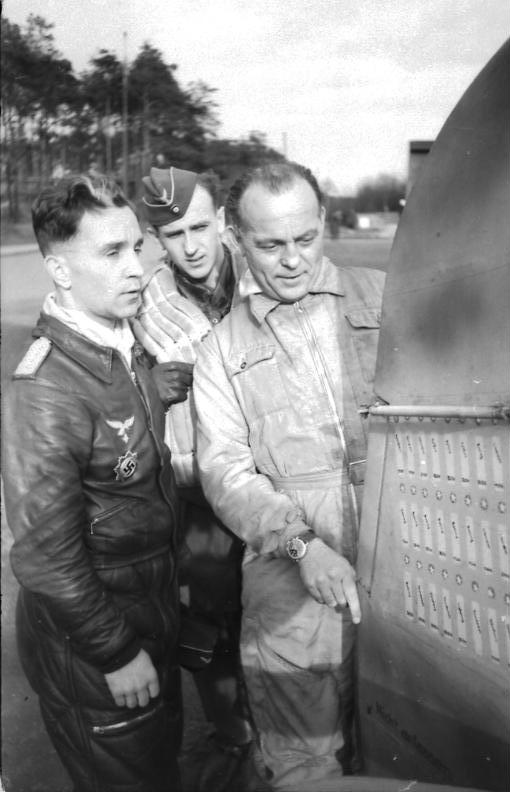
Kurt Tank, à droite, et Günther Specht en juillet 1944.

Malgré ces honneurs, Tank s'engage dans un bras de fer avec le ministère de l'Air pour recevoir l'autorisation de monter le moteur DB603 sur le Fw 190 - moteur qui, selon ses dires, aurait donné à cet appareil le meilleur de son potentiel. Sa demande ne sera jamais satisfaite et il devra se contenter de quelques exemplaires du moteur qui seront utilisés sur des prototypes pourtant prometteurs.
En attendant cette autorisation, Tank fera monter le moteur Jumo 213 dans la dernière version de chasse du Fw 190, le Fw 190D qui, malgré ses performances, sera considéré par Tank comme une version de transition vers les appareils dotés du DB603.
Ce bras de fer se termine avec la guerre, alors même que le Ministère de l'Air accepte le montage des DB603 sur la prochaine version du Fw 190, renommée Ta 152. Si quelques Ta 152 seront bien mis en service opérationnel dans une version de haute altitude (Ta 152H), il reste doté du Jumo 213. Le Ta 152C de chasse doté du DB603, qualifié par son créateur d'apogée de la lignée Fw 190, ne sera essayé qu'au printemps 1945 et, du fait de la fin de la guerre, ne connaîtra aucune production en série.
À côté du développement de la série Fw 190, Tank s'intéresse aux appareils spécialisés dans la chasse de nuit et aux nouvelles technologies de propulsion à réaction.
Ainsi, il dessine le Focke-Wulf Ta 154, surnommé « Moskito », un chasseur de nuit biplace et bimoteur à l'équipage en tandem (un pilote et un opérateur radar). Si l'appareil montre des qualités indéniables et une facilité de production évidente du fait de sa construction en bois et en toile, il sera délaissé par le ministère de l'Air du Reich au profit de son concurrent, le Heinkel He 219, d'autant que l'usine de résine synthétique indispensable à la construction en bois a subi les bombes d'un raid ennemi.
Dans les dernières années de la guerre, il dessine son premier appareil à réaction, le Focke-Wulf Ta 183, au design et à l'équipement résolument modernes : ailes en flèche, réacteur intégré au fuselage, siège éjectable, collimateur gyroscopique, possibilité d'emport des premiers missiles air-air guidés. Cependant, la fin de la guerre empêchera l'appareil de sortir de la planche à dessin, bien que le projet fût très avancé.

## L'après-guerre
Au lendemain de la guerre, comme beaucoup d'ingénieurs allemands, il continue son métier en Amérique du Sud. Le gouvernement argentin lui propose alors d'entrer à l'Instituto Aerotécnico à Córdoba, qui deviendra ensuite la Fábrica Militar de Aviones.
Kurt Tank y conçoit l'IAe Pulqui II fondé sur le projet Ta 183, mais la crise économique de 1953 empêche le projet d'aboutir. Lorsque le président Juan Peron perd le pouvoir en 1955, l'équipe des anciens de Focke-Wulf se disperse, beaucoup partant aux États-Unis.
Kurt Tank est invité en Inde où il inspire la conception du Hindustan Marut HAL HF-24, le premier avion à réaction construit dans ce pays, dont le prototype volera dès 1961 (retiré du service en 1985). Un exemplaire est exposé dans les hangars (Flugwerft Oberschleissheim) du Deutsches Museum à la sortie nord de Munich.
Kurt Tank retourne vivre à Berlin dans les années 1970.

## Principales réalisations
Avions à hélice :
- Focke-Wulf Fw 44 Stieglitz
- Focke-Wulf Fw 187 Falke
- Focke-Wulf Fw 190 Würger
- Focke-Wulf Ta 152
- Focke-Wulf Fw 200 Condor

Avions à réaction :
- Focke-Wulf Ta 183 Huckebein, donnera le FMA IAe 33 (Pulqui II) argentin
- HAL HF-24 Marut
- FMA IA 36 Cóndor (projet inabouti)